# 呈子遗址

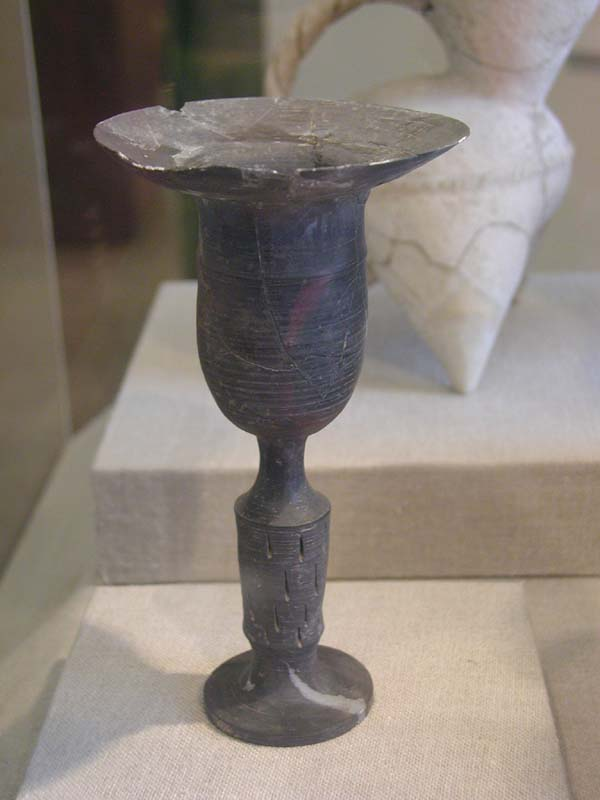
龙山文化的蛋壳高柄杯，1976年山东省诸城呈子遗址出土

呈子遗址，又名程子遗址，位于山东省潍坊市诸城市皇华镇呈子村，是中华人民共和国山东省文物保护单位之一，屬於龍山文化。
2006年12月7日，授予山东省文物保护单位，是一座古遗址。